# Mojorembun (Kaliori)
Mojorembun is een bestuurslaag in het regentschap Rembang van de provincie Midden-Java, Indonesië. Mojorembun telt 1575 inwoners (volkstelling 2010).